# Póta Georgina
Póta Georgina (Budapest, 1985. január 13. –) Európa-bajnok magyar asztaliteniszező.

## Sportpályafutása
1990-ben kezdett el asztaliteniszezni. 1994-től 2008-ig a Statisztika versenyzője, 2008-tól 3D Berlin, majd a TTC Berlin játékosa. Utánpótlásversenyzőként első hazai sikereit 1996-ban érte el. 1998-ban már a hazai felnőtt Top 12 versenyen is indulhatott. Ugyanebben az évben a norciai serdülő Európa-bajnokságon, Csernyik Ildikóval női párosban második helyezett lett. A következő évben vegyes párosban (Zwickl Dániel) első, női párosban harmadik (Kolarová), csapatban negyedik lett.
2000-ben szerezte első magyar bajnoki érmét. Női párosban lett harmadik Tóth Krisztinával párban. A pozsonyi ifi Eb-n Csernyikkel ismét ezüstérmes lett. Egy évvel később a magyar Top 12 versenyen és női párosban az ob-n lett harmadik. Az ifi Eb-n ezúttal első lett párosban, valamint csapatban is. Az ifi európai Top 12 viadalon hatodik lett. 2002-ben a moszkvai ifi Eb-n és az ifi TOP 12 versenyen első lett. A Zágrábi felnőtt EB-n nem ért el helyezést.
Világbajnokságon először 2003-ban, Párizsban indulhatott. Női egyesben a 64 között esett ki. Ugyanebben az évben a felnőtt Európa-bajnokságon egyesben, párosban és vegyes párosban is a 32 közé juott, csapatban harmadik lett. A Chilében rendezett ifi vb-n egyéniben és párosban is a legjobb nyolcig jutott el. Az ifi Eb-n párosban szerzett bronzérmet. Az európai ifi TOP 12 viadalon első helyezett lett. Malajziában, az ifjúsági Pro Tour-döntőn második lett. A világranglistát a 72. helyen zárta. A következő évben a dohai csapat vb-n lett nyolcadik. A világranglistán 34. lett.
2005-ben a sanghaji vb-n egyéniben és párosban (Fazekas Mária) a 32 közé jutott. Az aarhusi Eb-n egyéniben a nyolcaddöntőben, párosban (Fazekas Mária) a negyeddöntőben esett ki. Csapatban ötödik helyen végzett. 2006-ban szerezte meg első felnőtt egyéni bajnoki címét. A brémai csapat vb-n hatodik helyezett lett. A világranglistán 69. volt. A következő évben az ob-n női párosban (Pergel Szandra) és a magyar TOP 12 versenyen szerzett aranyérmet. A zágrábi vb-n, Tóth Krisztinával párban a legjobb nyolcig jutott. A belgrádi Eb-n csapatban arany, Tóth Krisztinával párosban ezüst-, vegyespárosban Pázsy Ferenccel bronzérmes lett. A világranglistán 50. volt.
2008-ban a csapat-világbajnokságon ötödik helyen végzett. A szentpétervári Eb-n egyéniben a legjobb nyolcig jutott. Párosban Tóth Krisztina oldalán első lett. Csapatban másodikként zárt. Az európai TOP 12 versenyen 9. lett. A budapesti olimpiai világselejtezőn kivívta az ötkarikás indulási jogot. Az olimpián egyéniben a 32 között esett ki. A 2009-es jokohamai vb-n egyéniben a 64, női párosban (Tóth Krisztina) a 32 között esett ki. A stuttgarti Eb-n egyéniben a 64-ig, párosban (Tóth Krisztina) a legjobb 8-ig jutott. Csapatban 11. lett. Női párosban Li Ninnel lett magyar bajnok.
2010-ben Li-vel megvédte páros bajnoki címét. A moszkvai csapat vb-n hetedik helyezett lett. Az ostravai Eb-n Tóth Krisztinával párban harmadik, csapatban 5. lett. Egyesben a 8 közé jutott. A 2011-es rotterdami vb-n egyéniben a 64-ig, női és vegyes párosban a 32-ig jutott. 2011 májusában 22. volt a világranglistán. Ezzel a helyezésével indulási jogot szerzett a 2012-es londoni olimpiára.
A 2011-es Eb-n csapatban és Tóth Krisztinával párosban harmadik volt. Az egyéni versenyben a legjobb nyolcig jutott. Decemberben megnyerte a magyar TOP 12 versenyt. A 2012-es európai TOP 12-n a negyeddöntőben esett ki. A csapat-világbajnokságon 11. volt. Az olimpián kiemeltként a főtábla második körében kezdett. Itt legyőzte horvát ellenfelét. A 32 között kikapott koreai riválisától és kiesett. Októberben az Európa-bajnokságon Tóth Krisztinával párosban második lett. Egyesben a nyolc közé jutott.
A 2013-as egyéni világbajnokságon egyesben az első, vegyespárosban (Pattantyús) a második fordulóban esett ki. Párosban (Tóth) a legjobb 16 közé jutott. 2014-ben klubjával, a TTC Berlinnel német kupát, német csapatbajnokságot és bajnokok ligáját nyert. A válogatottal a tokiói csapat-világbajnokságon 13., az Európa-bajnokságon ötödik lett. Az októberi világranglistán a 26. helyre sorolták. A világkupán negyedik helyen végzett. Decemberben a World Tour döntőjében harmadik helyen végzett.
A 2015 év elején kiadott világranglistán a 14. helyre sorolták. A világbajnokságon deréksérülése miatt nem indult. A 2015-ös Európa-bajnokságon csapatban 10., egyesben negyeddöntős, párosban (Elizabeta Samara) második volt. A 2016-os csapat-világbajnokságon 13. lett a válogatottal. Májusban az olimpia ranglistán 12. helyen állt, ezzel indulási jogot szerzett az olimpiára, ahol a harmadik fordulóig jutott, ott hongkongi ellenfele, Tu Hoj Kem 4-2-es összesítéssel jobbnak bizonyult nála.
2017-ben klubjával ismét bajnokok ligáját nyert. A világbajnokságon egyéniben a második, párosban (Matilda Ekholm) első kiemeltként az első fordulóban esett ki. A csapat Európa-bajnokságon ötödik helyezést ért el.
2019 decemberében bejelentette, hogy gyermeket vár és ezért nem tudja vállalni az olimpiai indulást. Júniusban kislánya született. 2020 őszétől a Budaörsben szerepel.
A tokiói olimpián egyéniben a legjobb 32 között kapott ki, a svájci Rachel Moret ellen maradt alul 4–1 arányban.
A csapatversenyek előtt Póta könyöksérülése miatt visszalépett és Fazekas Mária került a csapatba.
A párizsi olimpián egyéniben a 32 közé jutásért a német színekben versenyző kínai San Hsziao-na ellen 3–1-es szetthátrányból fordítva nyert, és jutott a következő körbe. A 16 közé jutásért a koreai Shin Yu-bin ellen maradt alul 4–1 arányban.

## Díjai, elismerései
- Az év magyar asztaliteniszezője (2004, 2012, 2013, 2014, 2015,[30] 2016,[31] 2017,[32] 2018,[33] 2019,[34] 2021,[35] 2024[36])
- Junior Prima díj (2007)